# Ginduang Batu
Ginduang Batu is een bestuurslaag in het regentschap Padang Lawas van de provincie Noord-Sumatra, Indonesië. Ginduang Batu telt 220 inwoners (volkstelling 2010).